# يوزف لوبودوفسكي
يوزف ستانيسواف لوبودوفسكي (19 مارس 1909 - 18 أبريل 1988) كان شاعرًا بولنديًا ومفكرًا سياسيًا.
تُقسم أعماله الشعرية عمومًا إلى مرحلتين متميزتين: المرحلة الأولى، استمرت حتى حوالي عام 1934، حيث كان يُعرف أحيانًا بأنه «آخر السكاماندريتس»، والمرحلة الثانية التي بدأت حوالي عام 1935، والتي اتسمت بالبؤس والسوداوية المرتبطة بالتيار الجديد الناشئ في الشعر البولندي المعروف باسم «كاتاستروفيزم» (الكارثية). تطور فكره السياسي، من اليسار المتطرف إلى معاداة الشيوعية الجذرية، توازى ذلك عمومًا مع مسار أعماله الشعرية.
عرف لوبودوفسكي لجمهوره المعاصر، بأنه مؤسس ومحرر عدة دوريات أدبية تجريبية، وصحيفة، ومترجم، وروائي، وكاتب نثر باللغتين البولندية والإسبانية، وشخصية إذاعية، وكاتب رأي بارز مثمر ذو وجهات نظر سياسية حادة نشط قبل وأثناء وبعد الحرب العالمية الثانية في الصحافة البولندية (منذ عام 1940 فقط في الصحافة المغتربة). وصف لوبودوفسكي نفسه بأنه محب لأوكرانيا وخصص ثلاثة من كتبه للمواضيع الأوكرانية، بما في ذلك مجموعتين من الشعر (أغنية عن أوكرانيا وزلوتا هراموتا). تحدث دفاعًا عن الأقليات العرقية في بولندا قبل وبعد الحرب العالمية الثانية، مُدينًا على سبيل المثال إعادة توطين الليمكو قسرًا فيما يُعرف بعملية فيستولا التي قام بها النظام الشيوعي في عام 1947، أو تدمير الكنائس المبنية بالطراز المعماري الأرثوذكسي الشرقي الذي لم يكن مرغوبًا فيه في بولندا المحابية للغرب خلال فترة ما بين الحربين. ندد في المطبوعات بالمشاعر المعادية لليهود التي شاعت في بعض الأوساط الأدبية البولندية قبل الحرب، مدافعًا على سبيل المثال عن الشاعرة البولندية فرانسيزكا أرنشتاينوفا ضد الهجمات المعادية للسامية. كناقد لا يكل ولاذع للشمولية بكل أشكالها (ما عدا الفاشية)، أدرجت الرقابة الشيوعية في بولندا اسمه في القائمة السوداء بعد الحرب وقضى معظم حياته في المنفى في إسبانيا.

## حياته وعمله
نشأته
ولد لوبودوفسكي في 19 مارس 1909 في أراضي بولندا المقسمة في مزرعة بورفيشكي التي كانت ملكًا لوالده، فلاديسواف لوبودوفسكي، العقيد في الجيش الروسي الإمبراطوري، ووالدته ستيفانيا لوبودوفسكا، (المولودة دوبوريكو-جارزابكيفيتش). من بين أربعة أطفال لعائلة لوبودوفسكي؛ ثلاث بنات وابن واحد، توفيت ابنتان في الطفولة، تاركين يوزف وأخته الباقية (الكبرى) فلاديسوافا. عام 1910، اضطرت عائلة لوبودوفسكي لبيع ممتلكاتها الريفية وانتقلت إلى لوبلين. في عام 1914، بسبب اندلاع الحرب العالمية الأولى، انتقل فلاديسواف لوبودوفسكي مع عائلته إلى موسكو كإجراء اتخذه الجيش الروسي الإمبراطوري لحماية ضباطه من ويلات الحرب. يرجع فضل معرفة لوبودوفسكي الممتازة باللغة الروسية إلى هذه الفترة من تعليمه المبكر في موسكو. سرعان ما اضطرت الاضطرابات التي أعقبت الثورة البلشفية عام 1917 العائلة إلى الفرار بحياتهم إلى ييسك في منطقة كوبان بجنوب القوقاز، حيث قلت موارد العائلة، وعانوا من شدائد قاسية لمدة خمس سنوات، من بينها الجوع. في هذا المكان وتحت هذه الظروف، قضى لوبودوفسكي سنوات نشأته بين سن الثامنة والثالثة عشر، حيث أجبرته الظروف أحيانًا على الانخراط في المتاجرة والتعامل في شوارع المدينة لمساعدة عائلته على البقاء. يظهر اسم «كوبان»، كإشارة واسعة النطاق لقوزاق كوبان، في جميع مناقشات حياة وأعمال لوبودوفسكي الإبداعية كأهم اسم موضعي في سيرته الذاتية بأكملها. تخيل فترة كوبان في روايته لعام 1955 «كوميشي» (رجال الأدغال)، وهو نص يرسم صورة صالحة وجذابة بشكل مغرٍ للأشهر الأخيرة من الحرية والانحطاط في روسيا في ميناء منعزل في مستنقعات زاكوبانسكي على بحر آزوف. هنا أيضًا، في كوبان، تواصل لوبودوفسكي لأول مرة مع الثقافة الأوكرانية، بفضل وجود قوزاق الزابوروجيان الذين أعيد توطينهم هناك بعد حظر كاثرين الثانية سيتش الزابوريجيا في عام 1775. لم تثبت كوبان، وييسك على وجه الخصوص، كملاذ آمن للعائلة، وهنا اعتقل والده، فلاديسواف لوبودوفسكي، أخيرًا على يد البلاشفة: وعلى الرغم من إطلاق سراحه في النهاية من خلال تدخل رفيق سابق في السلاح من الجيش الروسي الإمبراطوري الذي انتقل إلى الانقسام الأيديولوجي الجديد، إلا أنه توفي هناك لأسباب طبيعية في 4 مارس 1922 ودفن في المدينة. على إثر ذلك، قررت والدة لوبودوفسكي، ستيفانيا لوبودوفسكا، أخذ أطفالها الثلاثة الناجين (كانت إحدى البنات قد توفيت بالفعل في وقت سابق) إلى الجمهورية البولندية الثانية الناشئة، في رحلة طويلة وخطيرة أدت إلى وفاة طفل آخر، الابنة الثانية، دُفنت على عجل في قبر غير معلم على الطريق. هكذا، بعد أن قل عددهم وفقدوا وسائل الدعم، استقرت العائلة مرة أخرى في لوبلين، في مكان تملكه شقيقة ستيفانيا لوبودوفسكا بالتبني، عمة لوبودوفسكي.

### شبابه وبداية شعره
أصبحت مدينة لوبلين (الآن في بولندا المستقلة) بذلك مركز شبابه، وهنا قضى لوبودوفسكي سنوات دراسته الثانوية المضطربة التي شهدت أولى محاولاته في الشعر، والتي شجعه عليها الشاعر جوليان توفيم، الذي سرعان ما أصبح الشغف الرئيسي في حياته. في السنوات الأولى من حياته كشاعر، كانت تعاطفاته مع ما يُسمى بحركة الطليعة الثانية (دروغا أوانغاردا) التي تركزت حول الشاعر يوزف تشيكوفيتش ودائرته، التي تميز أسلوبها بكارثية رؤيوية توسطتها الانطباعية. طور لوبودوفسكي لغة شخصية مميزة لا لبس فيها. كانت إحدى أولى الأعمال التي نشرها لوبودوفسكي قصيدة «دلاشيغو» (لماذا؟) التي ظهرت في مايو 1928 في مجلة نصف شهرية تحمل اسم «في الشمس»، والتي شارك في تحريرها ونشرت أيضًا في عددها الأول مقالًا للوبودوفسكي البالغ من العمر 19 عامًا حول طبيعة الشعر بوجه عام كفن للغير قابل للتعبير، وبعض قصائده الأخرى. جاء أول ظهور له في شكل كتاب في عام 1929، وعمره 20 عامًا، وكان مجموعة قصائد بعنوان «الشمس من خلال الشقوق». تبع ذلك المجلد بعنوان «السنطور النجمي» الذي صدر في خريف 1931، والذي خصص قصيدته التصويرية «الشعر» لجوليان توفيم كاعتراف واضح بدينه لدائرة سكاماندر. قصيدة أخرى في المجموعة، أشارت «نشيد البطن»، التي تتردد فيها أصداء الفترة المروعة من الجوع التي عاشها في ييسك خلال الفترة من 1917 إلى 1922، إلى بداية، من الناحية الأسلوبية، لمرحلة ما بعد سكاماندر في رحلة لوبودوفسكي الإبداعية. نجت هذه المجلدات الأولى إلى حد كبير من لفت انتباه الأوساط الأدبية في ذلك الوقت.

### عن لون الدم الأحمر والألوان الأخرى
بدأ لوبودوفسكي يلفت الانتباه مع مجموعته الشعرية الثالثة بسبب الجدل الذي أثارته. نشأ الجدل أساسًا من حقيقة أن بولندا المستقلة حديثًا لم تكن دولة ديمقراطية بالكامل تتمتع بحرية تعبير غير مقيدة، بل كانت بيئة يُنظر فيها بريبة إلى الأيديولوجية «اليسارية» التي تبناها في بداية حياته كوسيلة لأفكاره غير التقليدية. صادرت السلطات كامل الطبعة من مجموعته الشعرية الثالثة «عن لون الدم الأحمر» التي نُشرت في يناير 1932 والتي عبرت عن الثورة ضد المعايير الأخلاقية السائدة وتحدي جميع السلطات، وتحركت الإجراءات الجنائية ضد لوبودوفسكي كمؤلف. على الرغم من أن القضية الطويلة في المحكمة انتهت، بالاستئناف، صودرت جميع نسخ الكتاب فقط ولم تُفرض غرامات أو عقوبات بالسجن، كانت القضية لها عواقب ضارة للوبودوفسكي، إذ، أنها تزامنت مع بداية دراسته في كلية الحقوق بالجامعة الكاثوليكية في لوبلين في عام 1931، طرد فورًا من الجامعة في فبراير 1932، في بداية الفصل الدراسي الثاني من السنة الأولى، بل وأدرجت جميع مؤسسات التعليم العالي في بولندا اسمه في القائمة السوداء «لنشر الإباحية والتجديف من خلال الأعمال الشعرية».